# Golam Derwent
Golam Derwent (bułg. Голям Дервент) – wieś w Bułgarii, w obwodzie Jamboł, w gminie Ełchowo. Według danych szacunkowych Ujednoliconego Systemu Ewidencji Ludności oraz Usług Administracyjnych dla Ludności, 15 grudnia 2018 roku miejscowość liczyła 104 mieszkańców.